# 拉尼娜现象

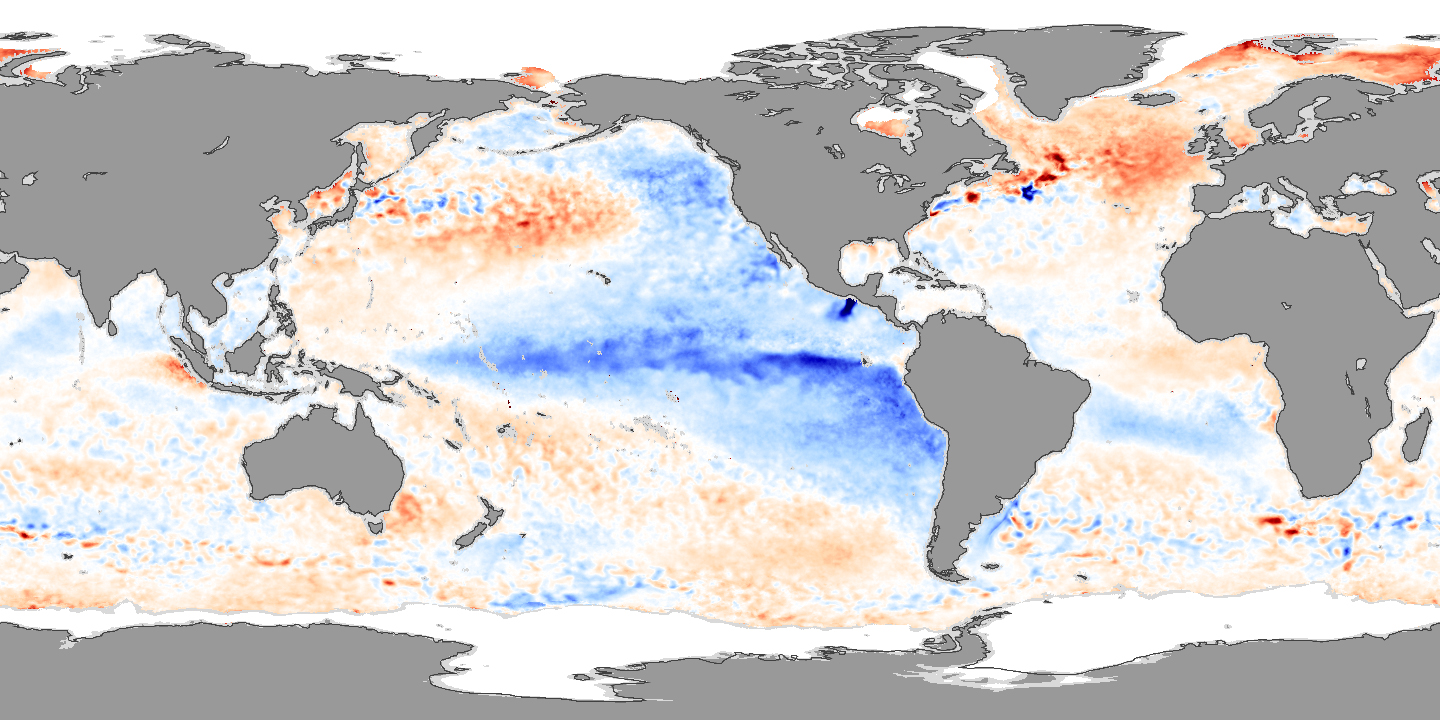
2007年11月顯示拉尼娜條件下海平面溫度異常

拉尼娜现象（西班牙語：La Niña），又稱拉尼娜現象，是一种和厄尔尼诺现象相反的现象，即「東太平洋降溫階段」；因此用西班牙语中与聖嬰現象「厄爾尼諾」（El Niño）相对应的阴性名词拉尼娜（La Niña）来代表。
厄尔尼诺是「男孩」的意思（定冠词专指的男孩，意思是幼年的耶稣，即“圣婴”），而拉尼娜是“圣女”（女孩）的意思。

## 成因

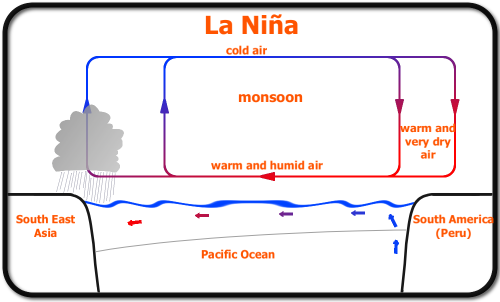
沃尔克环流造成拉尼娜现象示意图

与厄尔尼诺现象的太平洋中东部海水温度变暖相反，拉尼娜现象是太平洋中东部海水异常变冷的情况。东南信风将表面被太阳晒热的海水吹向太平洋西部，令西部海平面較东部增高将近60公分，西部海水温度增高，气压下降，潮湿空气积累形成台风和热带风暴，东部底层較冷的海水上翻，導致东太平洋海水变冷。
太平洋上空的大气环流叫做沃克环流，当沃克环流变弱时，海水吹不到西部，太平洋东部海水变暖，就是厄尔尼诺现象；但当沃克环流变得异常强烈，就产生拉尼娜现象。一般拉尼娜现象会随着厄尔尼诺现象而来，出现厄尔尼诺现象的第二年，都会出现拉尼娜现象，有时拉尼娜现象会持续两、三年。
自1949年有記錄以來，1949年-1951年、1954年-1956年、1964年-1965年、1970年-1971年、1973年中-1976年、1984年底-1985年、1988年-1989年、1995年中-1996年初、1998年底-2000年初、2007年底-2008年、2010年底-2012年、2017年底-2018年初、2020年底-2023年初都发生了拉尼娜现象，令太平洋東部至中部的海水溫度比正常低於1至2℃。當中1964年-1965年及1998年底-2000年初、2007年底-2008年為強拉尼娜，1988年-1989年、1995年-1996年、2010年底-2012年及2020年底-2022年為中等拉尼娜，2017年底-2018年初為弱拉尼娜。有科学家认为，由于全球暖化，拉尼娜现象有减弱的趋势。

## 發生
從1900年到2023年之間的拉尼娜現象

## 影響
拉尼娜现象会造成全球气候的异常。
影響包含：使美國西南部和中南美西岸變得異常乾燥，並使澳洲、印尼、馬來西亞和菲律賓等東南亞地區有異常多的降雨量，以及西太平洋地區的臺灣、日本和朝鮮半島異常溫暖。在西北太平洋區，熱帶氣旋影響的區域會比正常偏南和偏西。此外，副熱帶高壓會較正常偏強，令熱帶氣旋以西至西北偏西移動，菲律賓及南海會有較多熱帶氣旋出現。
有趣的是，拉尼娜现象一旦出現，在北大西洋的颶風也會異常活躍。例如：2005年大西洋颶風季就出現罕見四個最高強度的五級颶風，依序分別是：颶風艾米莉、颶風卡崔娜、颶風麗塔、颶風威爾瑪，還有較早時期1998年大西洋颶風季的颶風米奇並且造成北美洲和中美洲人員慘重傷亡和房屋財產損失。其中，颶風葳瑪更是有記錄以來其中一個最強的北大西洋颶風。2007年大西洋颶風季又出現兩個一樣最高強度的五級颶風分別是：颶風迪安和颶風費利克斯，2017年大西洋颶風季也是不遑多讓出現兩個最高強度的五級颶風颶風艾瑪和颶風瑪麗亞。另外，拉尼娜现象有時也會反促成西北太平洋颱風數目偏少，但威力超強特殊情形發生。例如：1998年太平洋颱風季的颱風瑞伯、2010年太平洋颱風季的颱風梅姬以及2020年太平洋颱風季的颱風天鵝，但少數如同1992年太平洋颱風季的蓋伊和2013年太平洋颱風季的颱風海燕是颱風生成數量較多但非聖嬰現象時期的特例；2016年太平洋颱風季情形較為罕見反而生成五個最高等級五級颱風依序分別是：颱風尼伯特、颱風莫蘭蒂、颱風芙蓉、颱風海馬和颱風納坦。

## 預測方法

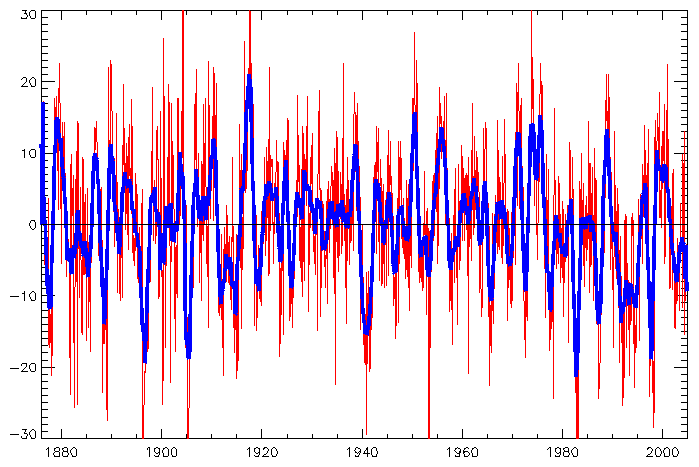
1876年-2004年SOI指数

测量太平洋塔希提岛和澳大利亚达尔文之间每月气压差别的涨落情况，稱作“南方濤動指数”或“南方振荡指数”（SOI），红色线代表月涨落情况，蓝色代表年度平均涨落情况。如果是负值高峰表示太平洋信风强度减弱，太平洋中部和东部变暖，澳大利亚北部降雨减少，发生厄尔尼诺现象。正值高峰则表示信风增强，澳大利亚北部海域温度增高，降雨較多，发生拉尼娜现象。

## 参看
- 聖嬰現象
- 聖嬰-南方振盪現象
- 2008年中國雪災
- 全球暖化